# Lucia von Gelder
Lucia Mathilde von Gelder auch Lucia van Gelder (* 18. November 1864 oder 1865 in Wiesbaden; † 18. April 1899 in München) war eine deutsche Porträt- und Genremalerin.

## Leben

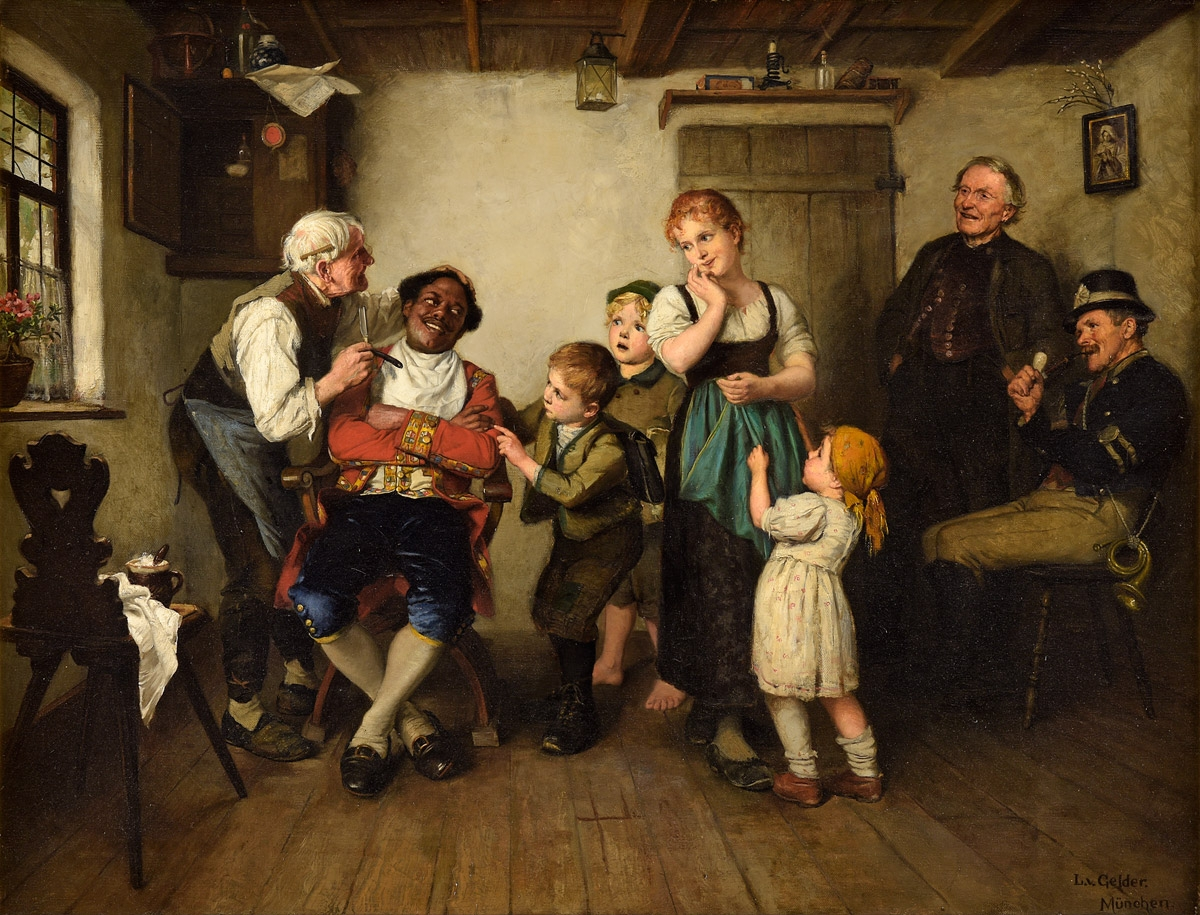
Kammerdiener beim Barbier

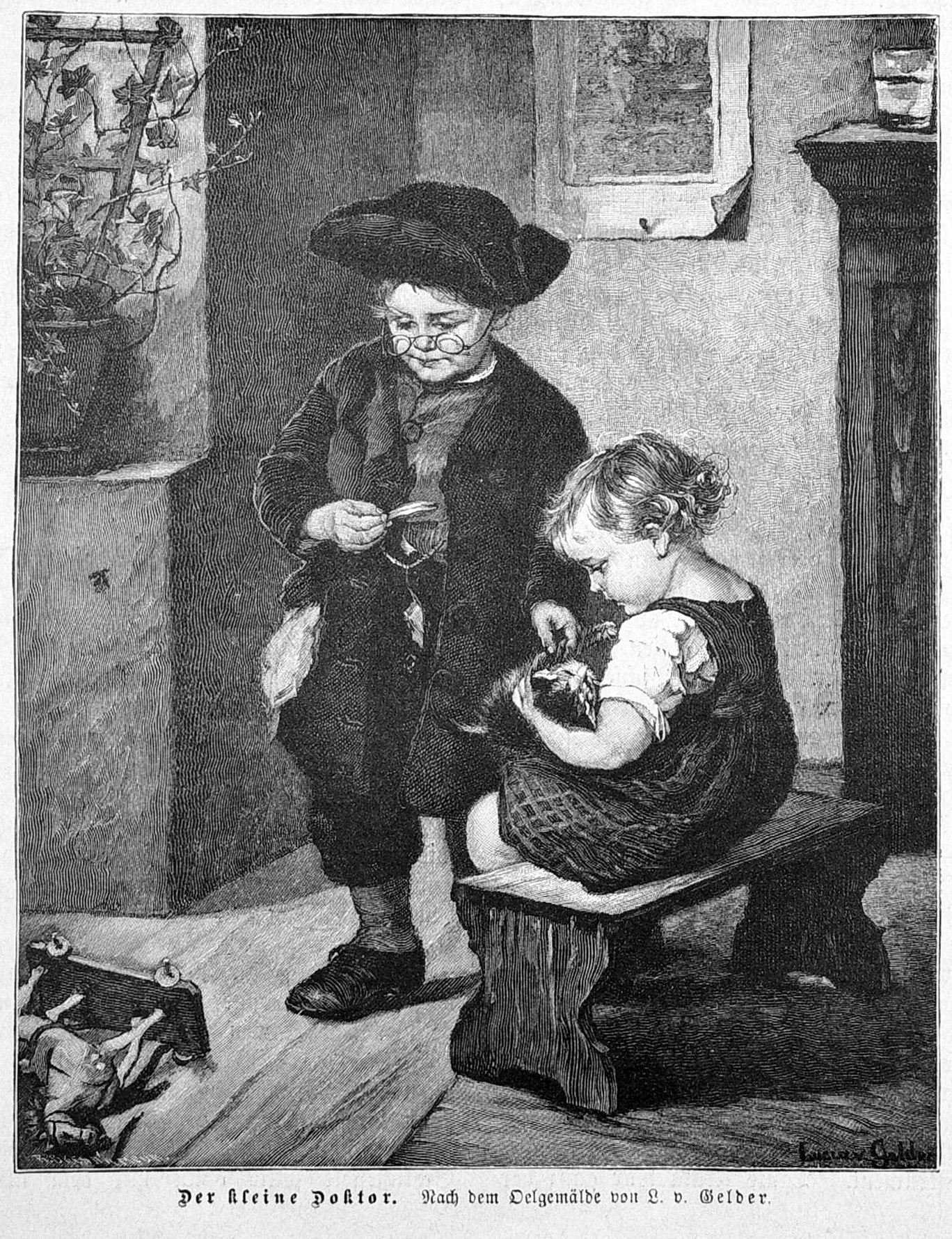
Der kleine Doktor

Lucia von Gelder war die Tochter des Wiesbadener Kunsthändlers Emanuel von Gelder und wuchs in einem künstlerisch geprägten Haushalt auf.
Nach einem Umzug der Familie nach München, erhielt sie bei den Malern Alexander von Liezen-Mayer und Max Thedy eine Ausbildung im Zeichnen; in der Pinakothek schulte sie sich dazu autodidaktisch weiter, indem sie die alten Meister studierte.
1883 beteiligte sie sich an der Internationalen Kunstausstellung im Glaspalast in München.
Später ging sie mit ihren Porträtzeichnungen sowie verschiedene Genrestücke an die Öffentlichkeit, unter anderem veröffentlichte sie ab 1886 unter anderem in der illustrierten Zeitung Ueber Land und Meer, Band 57, S. 121 eine Illustration sowie in der Leipziger Illustrierten Zeitung 1887, S. 661 zum Thema In der Kirche. Weitere Veröffentlichungen erschienen mit Der kleine Doktor  im selben Jahr in der Gartenlaube Nr. 19 und später im Illustrierten Familienkalender.
Ihren Nachruf verfasste der Kunsthistoriker Hyacinth Holland.